# Nomada davidsoni
Nomada davidsoni är en biart som beskrevs av Cockerell 1903. Nomada davidsoni ingår i släktet gökbin, och familjen långtungebin. Inga underarter finns listade i Catalogue of Life.